# Flaßkamp
Flaßkamp ist ein Ortsteil der Gemeinde Schalksmühle im Märkischen Kreis im Regierungsbezirk Arnsberg in Nordrhein-Westfalen (Deutschland).

## Lage und Beschreibung
Der Ortsteil geht aus einem Wohnplatz hervor, der sich im Volmetal an der heutigen Bundesstraße 54 nahe dem Kernort befindet. Heute erstreckt sich der Ortsteil als Straßensiedlung entlang der gleichnamigen Straße Flaßkamp aus der Tallage hinauf in Richtung Dahlhausen bis auf 300 m Höhe. Die Baulücken zu dem benachbarten Wohnplatz Ohlerberg haben sich ebenfalls geschlossen.
Weitere Nachbarorte auf dem Schalksmühler Gemeindegebiet sind neben dem Kernort Linscheid, Linscheiderbecke, Linscheiderschule, Kuhlenhagen, Stallhaus, Waldesruh, Neuenbrücke, Hütte, Klagebach, Oberklagebach, Dahlerbrück, Ölken, Am Hagen, Asenbach, Am Neuenhaus, Löh und Wippekühl.

## Geschichte
Flaßkamp entstand Ende des 19. Jahrhunderts und war zunächst Teil der Gemeinde Hülscheid im Amt Lüdenscheid im Kreis Altena. Ab der Preußischen Neuaufnahme von 1892 ist der Ort auf Messtischblättern der TK25 als Flaßkamp verzeichnet.
Das Gemeindelexikon für die Provinz Westfalen gibt 1895 für Flaßkamp eine Zahl von 53 Einwohnern an, die in fünf Wohnhäusern lebten. 1905 werden sieben Wohnhäuser und 131 Einwohner angegeben.
Im Laufe des 20. Jahrhunderts breitete sich die Wohnbebauung des Orts sukzessive entlang der Straße Flaßkamp vor allem bergwärts Richtung Dahlhausen aus.
1969 wurden die Gemeinden Hülscheid und Schalksmühle zur amtsfreien Großgemeinde (Einheitsgemeinde) Schalksmühle im Kreis Altena zusammengeschlossen und Flaßkamp gehört seitdem politisch zu Schalksmühle, das 1975 auf Grund des Sauerland/Paderborn-Gesetzes Teil des neu geschaffenen Märkischen Kreises wurde.